# Frente para la Salvación Nacional en Siria
El Frente para la Salvación Nacional en Siria (en árabe: جبهة الخلاص الوطني في سوريا Ŷabhat Al-Jalaṣ Al-Waṭani fi Suriya) es un partido político fundado y con sede en Bélgica. Fue creado por Abdel Halim Jadam, exvicepresidente de Siria y presidente interino de junio a julio de 2000, y por facciones opositoras nacionalistas, islamistas moderadas, liberales y socialdemócratas en el exilio. Su objetivo es derrocar pacíficamente al régimen de Bashar Al-Assad. El Frente para la Salvación Nacional de Siria tuvo su última reunión el 16 de septiembre de 2007 en Berlín, donde unas 140 figuras de la oposición asistieron. El partido también tiene oficinas en Francia, Alemania y Estados Unidos.

## Página web
- nsf-syria.org Página del Frente para la Salvación Nacional en Siria

- Datos: Q956759